# جزيرة مانداناغين
جزيرة مانداناغين وهي جزيرة من جزر إندونيسيا، وتقع في إقليم جاوة الشرقية.